# Il mio cane Skip
Il mio cane Skip è un film del 2000 diretto da Jay Russell, con protagonista Frankie Muniz. Il film è tratto dal libro autobiografico My Dog Skip di Willie Morris, morto prematuramante durante la fase di completamento del film.

## Trama
Yazoo City, cittadina del Mississippi, estate 1942. Willie Morris è un ragazzino molto solo che vive con il padre Jack, autoritario, che ha perso una gamba nella Guerra civile spagnola, e la madre Helen; il suo amico è Dink Jenkins, suo vicino di casa che lo abbandona per andare a fare il servizio militare. Al giorno del suo nono compleanno, Willie riceve tanti regali ma l'ultimo è quello più gradito, un cagnolino che lui chiama Skip. Il padre Jack però pensa che sia ancora troppo presto e porta via l'animale.
Willie cade in una profonda tristezza, dalla quale si risolleva solo quando la madre Helen riesce ad imporsi e a restituirglielo.
Willie e Skip crescono da quel momento insieme, e la presenza del cane va di pari passo con i momenti importanti dell'adolescenza del ragazzo. Willie attribuisce a Skip il merito di riuscire ad avvicinare la ragazzina più carina del quartiere e riesce anche a stringere amicizia con i bulli che fino a qualche tempo prima lo prendevano di mira.
Poi va a giocare nella squadra di baseball, ma qui le cose vanno peggio. Durante una partita in cui non riesce a giocare al meglio, innervositosi, Willie colpisce Skip, che scappa e va a rifugiarsi in un cimitero dove, malauguratamente, rimane chiuso in una tomba usata da due malviventi del posto come deposito illegale di alcolici. Uno di loro colpisce Skip con una pala e Willie lo porta immediatamente in una clinica veterinaria. Le sue condizioni sono molto gravi ma mentre Willie gli parla, Skip si risveglia.
Gli anni passano e Willie va a studiare ad Oxford, in Inghilterra e così la stanza di Willie diventa la stanza di Skip, che invecchia nella casa del Mississippi, aspettando il ritorno del padroncino. Un giorno un telegramma arriva ad Oxford annunciando la morte di Skip. Il suo corpo riposa sotto l'olmo davanti alla loro casa, il suo ricordo vive per sempre nei loro cuori.

## Riconoscimenti
- 2000 - Las Vegas Film Critics Society Awards
  - Nomination Gioventù nei film a Frankie Muniz
- 2001 - Critics' Choice Movie Award
  - Miglior film per la famiglia
- 2000 - Giffoni Film Festival
  - Grifone d'argento a Jay Russell
  - Grifone di bronzo al miglior attore protagonista a Frankie Muniz
- 2001 - Young Artist Award
  - Miglior film drammatico per la famiglia
  - Miglior cast giovanile a Frankie Muniz, Caitlin Wachs, Cody Linley, Bradley Coryell e Daylan Honeycutt
  - Nomination Miglior attrice giovane non protagonista a Caitlin Wachs
- 2001 - Angel Awards
  - Nomination Miglior film
- 2001 - Christopher Awards
  - Miglior film
- 2000 - Christopher Awards
  - Miglior film
- 2000 - YoungStar Awards
  - Nomination Miglior attore giovane in un film drammatico a Frankie Muniz